# 9375 Омодака
9375 Омодака (9375 Omodaka) — астероїд головного поясу, відкритий 16 квітня 1993 року.
Тіссеранів параметр щодо Юпітера — 3,505.
Названо на честь Омодака (яп. おもだか(面高) омодака)